# Misión Centenario
La Misión Centenario nació de un acuerdo entre la Agencia Espacial Brasileña (AEB) y la Agencia Espacial Federal de Rusia (Roscosmos) firmado el 18 de octubre de 2005. El principal objetivo de este tratado consistió en enviar el primer brasilero al espacio, Marcos César Pontes.
El nombre de la misión es una alusión a la conmemoración del centenario del primer vuelo tripulado de una aeronave, el 14-bis de Alberto Santos Dumont, en París el 23 de octubre de 1906.
El vehículo utilizado para el lanzamiento de la misión fue la nave Soyuz TMA-8; su lanzamiento ocurrió el 30 de marzo de 2006 (23h30 horario de Brasilia) en el Centro de Lanzamiento de Baikonur (Kazajistán), con destino a la Estación Espacial Internacional (EEI).

## Los experimentos
El teniente coronel Marcos Pontes llevó a cabo ocho experimentos científicos en la EEI, para que su comportamiento en un entorno de microgravedad pudiera analizarse. Aquí están los experimentos realizados: 
Cinética de microgravedad enzimática (FEI);
Reparación de ADN en microgravedad (UERJ e INPE);
Evaporador Capilar en Microgravedad (UFSC);
Mini tubo de calor (UFSC);
(Semilla) Germinación en Microgravedad (EMBRAPA);
Nubes de interacción de proteínas (CenPRA / MCT);
Germinación de semillas de frijol común (Secretaría Municipal de Educación de São José dos Campos-SP);
Observación del proceso de cromatografía de clorofila en ingravidez (Secretaria Municipal de Educación de São José dos Campos-SP).
Los experimentos 7 y 8 de la lista anterior fueron acompañados por estudiantes de escuelas de São José dos Campos a través de Internet, mientras realizaban los mismos experimentos en tierra.